# Șinca Nouă
Șinca Nouă [ˈʃinka ˈnouɘ] ist eine Gemeinde im Kreis Brașov in der Region Siebenbürgen in Rumänien.

## Geographische Lage

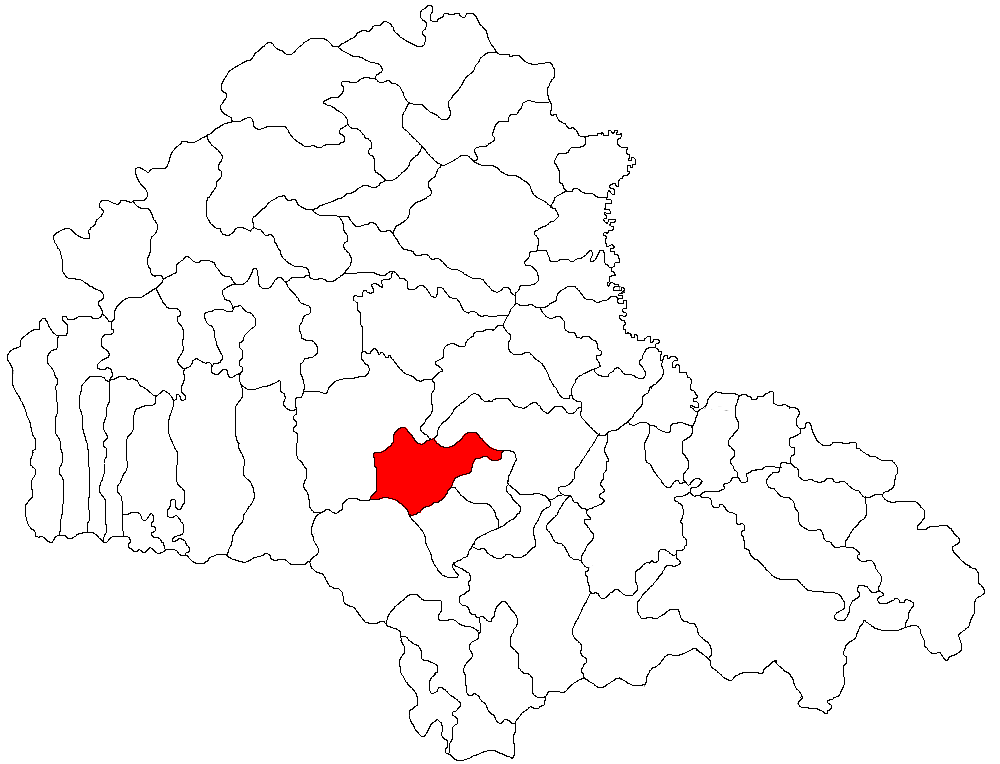
Lage der Gemeinde Șinca Nouă im Kreis Brașov

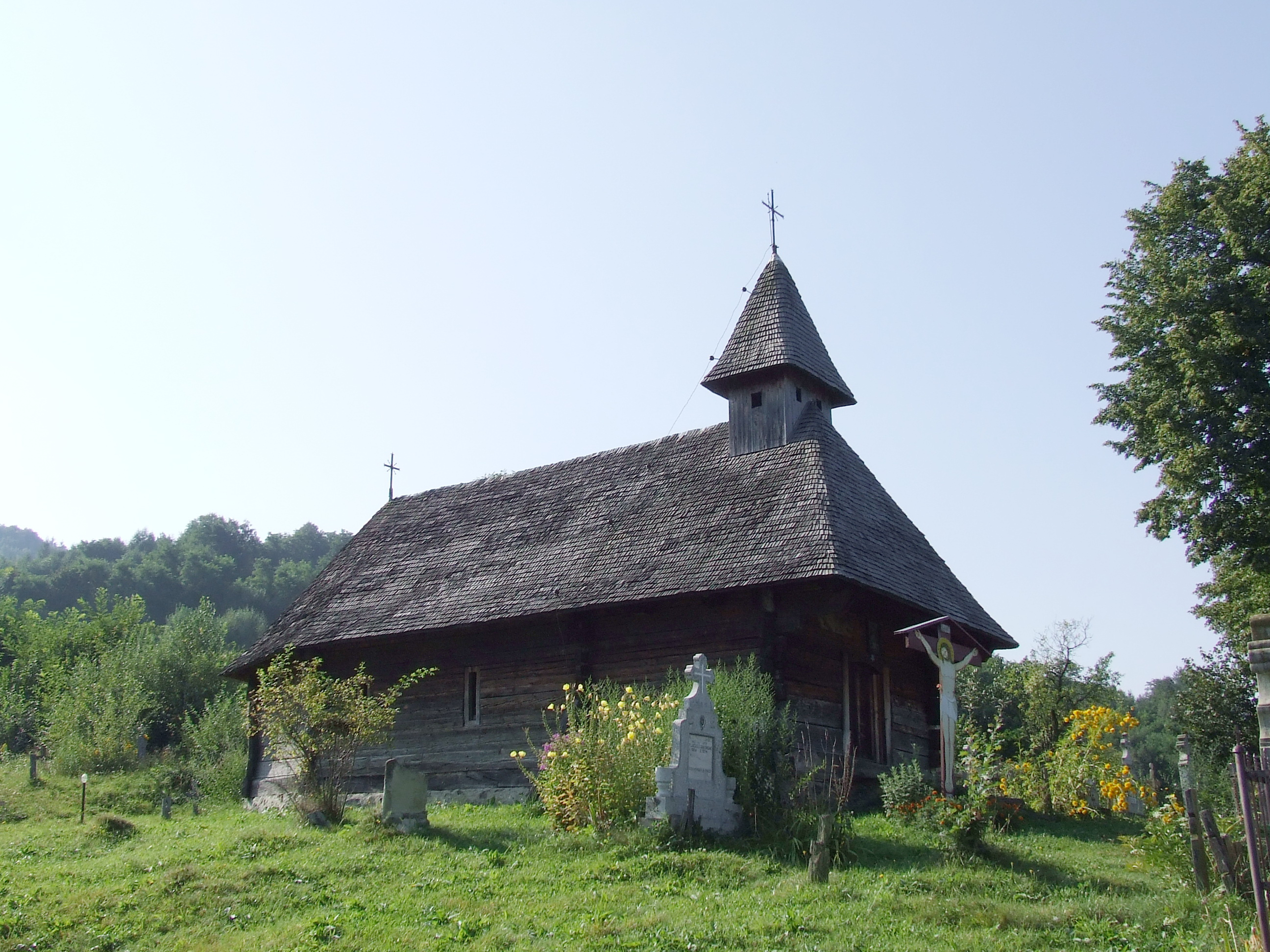
Holzkirche in Șinca Nouă

Die Gemeinde Șinca Nouă liegt südlich des Siebenbürgischen Beckens, in den Nordausläufern des Făgăraș-Gebirges (Fogarascher Gebirge). Am Oberlauf des Șercaia – ein linker Nebenfluss des Olt (Alt) –, an der Nationalstraße DN 73A und an der Bahnstrecke Brașov–Făgăraș liegt Șinca Nouă etwa 36 Kilometer südöstlich von der Stadt Făgăraș (Fogarasch); die Kreishauptstadt Brașov (Kronstadt) liegt ca. 46 Kilometer östlich entfernt.

## Geschichte
Auf dem Areal des Ortes Șinca Nouă wurde nach Angaben von M. Roska ein archäologischer Fund, der in die Frühbronzezeit deutet, gemacht. Erstmals wurde der Ort um 1808 urkundlich erwähnt. Auf dem Areal des heute eingemeindeten Dorfes Paltin verlief 1762 die Militärgrenze der Habsburger. 1956 wurde diese Streusiedlung dem Ort Șinca Nouă angegliedert. Im Königreich Ungarn lag die heutige Gemeinde im Stuhlbezirk Sárkány (heute Șercaia; Schirkanyen) im Komitat Fogaras, anschließend im Kreis Făgăraș und ab 1950 im heutigen Kreis Brașov an.
Von 1968 bis 2002 wurden die Orte Paltin und Șinca Nouă administrativ der heutigen Gemeinde Poiana Mărului zugeteilt.

## Bevölkerung
Bei der Volkszählung 1850 wurden im Ort Șinca Nouă 1358 Menschen gezählt; 1930 die höchste Einwohnerzahl (1789), 2002 waren es noch 1426. In der Streusiedlung Paltin wurde die höchste Einwohnerzahl (226) 1966 gezählt. In der von überwiegend rumänischer Bevölkerung lebenden Gemeinde, wurden 2002 1586 Menschen registriert. Die höchste Einwohnerzahl der Roma (27) wurde 1966, die der Magyaren (24) und der Rumäniendeutschen (4) 1910 ermittelt. 2011 lebten in der Gemeinde 1690 Menschen. 1645 waren Rumänen, drei waren Rumäniendeutsche und restliche machten keine Angaben zu ihrer Ethnie.
Die Hauptbeschäftigung der Bevölkerung ist die Landwirtschaft und Viehzucht.

## Sehenswürdigkeiten
- In Șinca Nouă die Holzkirche Din Deal,[8] 1761 errichtet, steht unter Denkmalschutz.[9]